# 岩村兼言
岩村 兼言（いわむら かねこと、1880年（明治13年）10月18日 - 1946年（昭和21年）3月11日）は、日本の海軍軍人。最終階級は海軍少将。

## 経歴
東京府で海軍省官吏・岩村兼善、カネ夫妻の子息として生まれる。1903年12月14日、海軍兵学校（31期）を卒業し、1904年9月10日、海軍少尉任官。同月11日、笠置乗組となり日露戦争に出征。
海軍水雷学校特修科学生（2回）、海軍砲術学校特修科学生、同運用術学生として研鑽を積んだ。1909年10月、海軍大尉に昇進し浅間分隊長に就任。以後、春日分隊長、第14艇隊艇長、夕暮駆逐艦長、運送船監督官、津軽水雷長兼分隊長、時雨駆逐艦長、桜駆逐艦長、磯風駆逐艦長、谷風駆逐艦長、第六駆逐隊司令、第九駆逐隊司令、第二駆逐隊司令などを務め、1924年12月、海軍大佐に進み第一駆逐隊司令に就任。
その後、軍令部出仕、龍田艦長、霧島艦長、衣笠艦長、伊勢艦長、山城艦長、呉防備隊司令、浜風・呂号第五十七潜水艦触衝事件査問委員長、第一水雷戦隊司令官などを歴任し、1930年12月1日、海軍少将に昇進。軍令部出仕を経て、1932年7月20日待命、同月30日予備役に編入。1934年7月18日から同年10月24日まで演習召集を受け佐世保鎮守府附を務めた。1938年10月18日後備役となり、1943年10月18日に退役した。

## 栄典
- 1904年（明治37年）10月10日 - 正八位[4]
- 1921年（大正10年）1月20日 - 正六位[5]